# Adam Wolańczyk
Adam Wolańczyk (ur. 9 maja 1936 w Cieszanowie, zm. 3 czerwca 2022) – polski aktor teatralny i filmowy.
Adam Wolańczyk ukończył studia na Wydziale Aktorskim PWSTiF w Łodzi w 1960. Wystąpił m.in. w Jańciu Wodniku w reżyserii Jana Jakuba Kolskiego w 1994 oraz Panu Tadeuszu Andrzeja Wajdy w 1999. W 1989 został odznaczony Srebrnym Krzyżem Zasługi. W ostatnich latach kariery zawodowej występował na deskach Teatru Dramatycznego w Wałbrzychu.